# 476
476 (CDLXXVI) fue un año bisiesto comenzado en jueves del calendario juliano, en vigor en aquella fecha. En el Imperio romano, el año fue nombrado el del consulado de Basilisco y Armato, o, menos comúnmente, como el 1229 Ab urbe condita, adquiriendo su denominación como 476 al establecerse el anno Domini en el 525.
En este año se da la Caída de Roma, evento trascendental en la historia occidental que es visto convencionalmente como el fin de la Edad Antigua e inicio de la Edad Media. Cabe mencionar que la transición de un periodo a otro sigue siendo objeto de debate en la historiografía moderna, por lo que ciertos historiadores como Henri Pirenne han propuesto el concepto de la Antigüedad tardía, la cual se extiende hasta la Expansión musulmana y la formación del Imperio Carolingio a finales del siglo VIII, procesos que representaron el asentamiento definitivo del mundo medieval.

## Acontecimientos

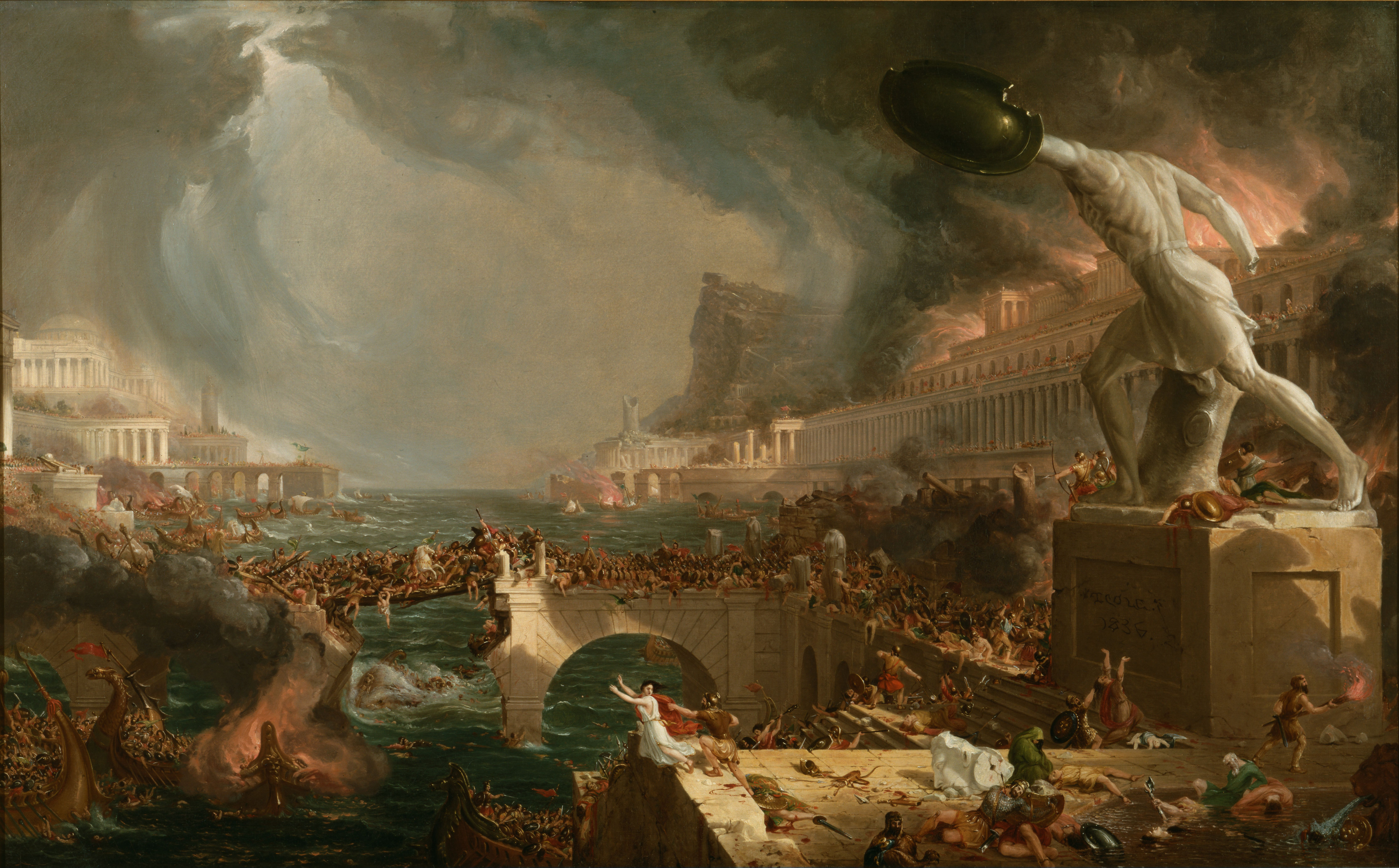
"Destrucción" de Thomas Cole (1801–1848), pintura que representa la caída de Roma.

### Imperio Romano
- Agosto: Zenón recupera el trono del Imperio romano de Oriente tras derrocar al usurpador Basilisco, quien se ganó el desprecio del Senado por intentar imponer el monofisismo.[1]
- 23 de agosto: Odoacro, líder de los hérulos, es proclamado Rex Italiae ("Rey de Italia") por sus tropas en Pavía. Tras esto, lidera una revuelta masiva y marcha hacia la capital imperial de Rávena.[2][3]
- 28 de agosto: los hérulos toman Plasencia y ejecutan a Flavio Orestes, padre del emperador.[2][3]
- 4 de septiembre: Caída del Imperio romano de Occidente. El usurpador Rómulo Augústulo es depuesto a manos del general de los mercenarios germánicos al servicio de Roma,Flavio Odoacro. Este envía al emperador Zenón las insignias imperiales, quien lo convierte en virrey de Italia, reunificándose el Imperio.[4][5][6]

### India
- Inicia el gobierno de Budhagupta en el Imperio Gupta.
- El nacimiento de Aryabhata marca el inicio de una era dorada en la matemática y astrología india.

## Nacimientos
- Aryabhata, destacado matemático y astrónomo indio; trabajó con el Número π.

## Fallecimientos
- 28 de agosto: Flavio Orestes, general y político romano.
- Toribio de Astorga, obispo y santo hispano.